# Fairfax Financial
Fairfax Financial ist ein kanadisches Unternehmen mit Firmensitz in Toronto. Das Unternehmen wurde 1985 gegründet. Das Unternehmen bietet Versicherungen verschiedener Art für seine Kunden an. Fairfax Financial erzielte 2007 Nettoprämieneinnahmen von 4.65 Milliarden US-Dollar und einen Gesamtumsatz von 7,48 Milliarden US-Dollar. 

## Geschichte
Fairfax Financial Holdings Ltd. wurde als „Markel Service of Canada Ltd.“ am 13. März 1951 gegründet. Den heutigen Namen nahm die Firma im Mai 1987 an. Das Unternehmen wird geführt von Chairman und CEO Prem Watsa, der fast die Hälfte der Firma besitzt. Watsas unorthodoxe Geschäftsstrategien wurden mit denen von Warren Buffett verglichen.
1985 übernahm Prem Watsa die Kontrolle über Markel Financial, eine Spezialistin für LKW-Versicherungen mit Sitz in Kanada, die zuvor unter der Kontrolle der Familie Markel (Markel Corporation) aus Virginia stand. Die Firma stand kurz vor dem Konkurs, aber Watsa war der Meinung, mit einer Kapitalspritze würde sie dies abwenden können. Er verstand sich gut mit Steven Markel, der immer noch mit ihm befreundet ist. Im Mai 1987 strukturierte er die Firma um und änderte den Namen von Markel zu Fairfax (den er als Abkürzung für „fair, friendly acquisitions“ (faire, freundliche Übernahmen) wählte).
Im Oktober 2009 baute Fairfax Financial seinen bisherigen Anteil von 73 % an der 1996 gegründeten, börsennotierten Tochter Odyssey Re aus, die in der Folge von der New York Stock Exchange genommen wurde. Im Frühjahr 2010 übernahm Fairfax Financial den US-Versicherer Zenith National Insurance, an dem das Unternehmen zuvor bereits 8 % der Anteile hielt, für einen Kaufpreis in Höhe von ca. 1,4 Mrd. USD (heute ca. 1,7 Mrd. USD).